# Escobares
Escobares ist eine Stadt am südlichen Rand von Starr County im US-Bundesstaat Texas. Das U.S. Census Bureau hat bei der Volkszählung 2020 eine Einwohnerzahl von 2.588 ermittelt.
Siedlungsgeografisch bildet sie ein östliches Anhängsel von Roma, der zweitgrößten Stadt des County. Historisch ist das Stadtterrain zwar Teil des alten, noch aus der neuspanischen Ära herrührenden Siedlungsgebiets unmittelbar am Rio Grande. Die Stadt als solche ist allerdings noch relativ jung und entstand erst 2005 – aus verwaltungstechnischen Gründen, um die Struktur der Region östlich von Roma übersichtlicher zu gestalten.

## Beschreibung
Geografisch liegt Escobares beidseitig der für das Rio-Grande-Tal zentralen Verbindungsstrecke US Highway 83. Südliche Grenze ist der Rio Grande. Landschaftlich befindet sich Escobares in den westlichen Ausläuferbereichen des unteren Rio Grande Valley – einer flachen, fruchtbaren Fluss-Anrainerregion, in der vor allem Zitrusfrüchte- und Gemüse-Intensivanbau betrieben wird. Die Landschaft ist flach und eben. Von der Vegetation her ist sie geprägt von Sträuchern, Obstbäumen sowie sonstigen, meist niedrigwachsenden Baumbeständen. Die größte Ansiedlungsverdichtung im Stadtbereich findet sich entlang des US-Highways; die Stadtgebiete im Norden und Süden bestehen großteils aus landwirtschaftlichen Nutzflächen. Unmittelbare Nachbarorte im Uhrzeigersinn sind Roma–Los Saenz, North Escobares, Garceno und La Rosita, auf der mexikanischen Flussseite Guardados de Arriba und Poblado los Ángeles.
Das Klima in der Region ist subtropisch und subhumid. Die Temperaturangaben für das umliegende Country betragen dem Handbook of Texas zufolge durchschnittlich 6,6 °C im Januar und rund 37 °C im Juli. Die Jahresdurchschnittstemperatur liegt bei 23 °C, die durchschnittliche Niederschlagsmenge pro Jahr 56 Zentimeter und die Wachstumsperiode bei 305 Tagen. Haupt-Regenmonat ist mit 10,3 Millimeter der September.
Ursprünglich war Escobares Teil jener Landzuteilungen, welche die neuspanische Administration dem Kolonisten José de Escandón zusprach. Ziel dieser in der zweiten Hälfte des 18. Jahrhunderts erfolgten Landzuteilungen war die Absicht, das bislang weitgehend unbesiedelte untere Rio-Grande-Tal stärker an das mexikanische Kerngebiet anzubinden. Die Einwohnerschaft lag bis weit ins 20. Jahrhundert hinein im niedrigen zweistelligen Bereich. 1940 hatte Escobares einen Laden, eine Schule, eine Kirche und zehn Einwohner. Bis 2000 hatte sich die Einwohnerzahl unterschiedlichen Angaben zufolge auf knapp 1.300 beziehungsweise knapp 2.000 erhöht. Die Gründung als Stadt mit Selbstverwaltungsrechten (Incorporated City) erfolgte 2005. 2011 eröffnete die Stadt eine eigene Feuerwache. Die Schulversorgung wird vom Roma Independent School District mit übernommen.

## Demografie
Den Berechnungen des US-Zensus zufolge lebten 2017 2.512 Einwohner in der Stadt. Davon waren 1.195 männlich, 1.317 weiblich, 1.611 Erwachsene, 901 Kinder oder Jugendliche und 247 älter als 65 Jahre. Der Altersmedian lag bei 27,1 Jahren. 2.463 Einwohner beziehungsweise 92 % bezeichneten sich als Hispanic beziehungsweise Latino, der Rest (49 beziehungsweise 2 %) als Weiße. Afroamerikaner sowie Angehörige der statistisch kleineren Gruppen Asiaten, indianische Natives waren nicht vertreten, ebenso Angehörige mehr als einer Ethnie.
Das Medianeinkommen betrug laut Quickfact-Infos der Zensus-Webseite pro Haushalt 19.547 US-Dollar (USD). An Personen, die in Armut leben, wies der Zensus mit 57,9 % einen auch für die Region sehr hohen Wert aus – ebenso wie für den Anteil an Personen ohne Krankenversicherung (36,4 %). Der ermittelte Medianwert liegt deutlich unter denen des Bundesstaats Texas (54.700 USD) und der USA insgesamt (55.300 USD). Ebenso unterschritten wird der unmittelbare Vergleichswert für das County (26.700 USD), die Nachbarstadt Roma sowie die County-Hauptstadt Rio Grande City (22.300 und 26.700 USD).